# Biblická hodina
Biblická hodina je druh náboženského setkání v křesťanských církvích. Obsahuje obvykle čtení biblického textu a jeho výklad vedený často duchovním nebo pověřeným členem křesťanského sboru, případně několika členy sboru. Výklad se obvykle soustředí na historii, dobové reálie a porovnávání různých překladů. Nad přečteným a vyloženým textem se následně vede rozhovor mezi účastníky biblické hodiny, do níž se každý může – ale nemusí – připojit.
Biblické hodiny se rozvinuly zejména v pietistickém hnutí v průběhu 19. století. Ve 20. a 21. století se konají napříč křesťanskými denominacemi včetně římskokatolické církve. Zejména evangelikální a charismatické církve kladou důraz na poznání k víře:
- svěřit biblické vyučování věrným věřícím
- ukázat studentům nezbytnost zápasu o víru
- vést studenty k růstu poznání a pravé zbožnosti
- vést k tomu, aby posilovali jiné věřící
- přivést k poznání Božího Království
- motivovat k hlásání evangelia potřebným
- prohloubit zkušenost Kristovy lásky a duchovních darů[5]

Biblické hodiny je nutno odlišit například od tzv. kurzů Alfa, které se konají pro zájemce o různá témata křesťanské víry. To neznamená, že by na základě přečteného biblického textu nebylo možné na biblické hodině základy víry probírat, obvykle však biblické hodiny probíhají přímo ve společenství křesťanského sboru. Nad přečteným oddílem se rozvine diskuse na příbuzná témata ze života víry či z běžného života občanského a za tyto intence mohou probíhat v prostředí biblických hodin i přímluvné modlitby.
Ve větších sborech může během měsíce probíhat i více biblických hodin, které se vzájemně odlišují skladbou účastníků. Některé jsou určeny dětem, jiné mládežníkům, další dospělým a ještě jiné například seniorům.